# Birnhorn
De Birnhorn is een 2634 meter hoge berg in de Oostenrijkse deelstaat Salzburg. De berg maakt deel uit van de Noordelijke Kalkalpen en is de hoogste top van de Leoganger Steinberge. Aan de zuidkant van de berg bevindt zich een heel steile 1400 meter hoge "wand" in de richting van Leogang.
In 1831 is de berg voor het eerst beklommen door Karl Thurwieser. De berg is vanaf de Passauer Hütte in twee uur te bereiken.